# 艾伦·沃伦
艾伦·沃伦（英語：Alan Warren，1935年12月13日—），英国前男子帆船运动员。他曾代表英国参加1972年和1976年夏季奥林匹克运动会帆船比赛，其中1972年奥运会获得一枚银牌。